# Flodtärna
Flodtärna (Sterna aurantia) är en måsfågel som förekommer i södra Asien från Pakistan till Vietnam. Arten minskar kraftigt i antal och upptas numera på IUCN:s röda lista över hotade arter, placerad i kategorin sårbar.

## Utseende
Flodtärnan är en relativt stor och robust tärna, 38–46 centimeter i längd. I häckningsdräkt har den en karakteristiskt gulorange och kraftig näbb samt dessutom svart hätta, gråvit undersida och långa gråvita yttre stjärtpennor. I vinterdräkt tappar den de yttre stjärtpennorna har en grå hätta med svart ögonmask.

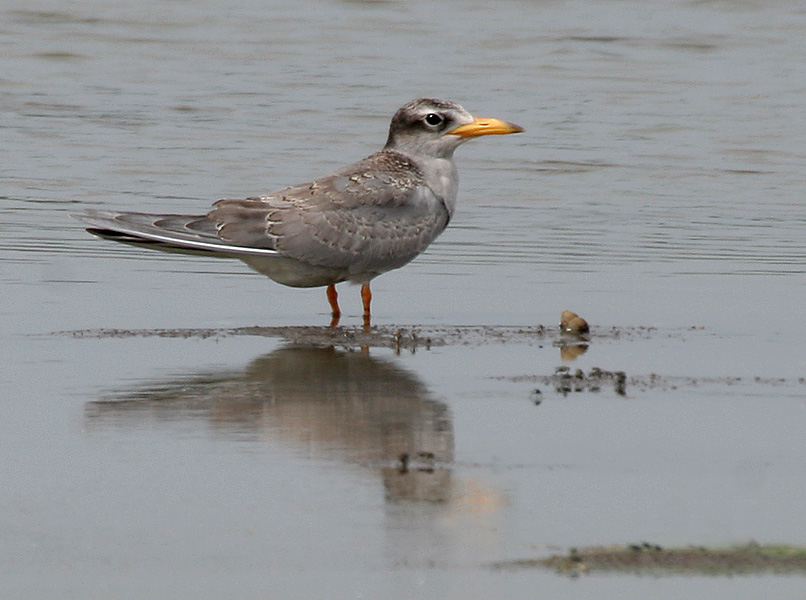
Juvenil.
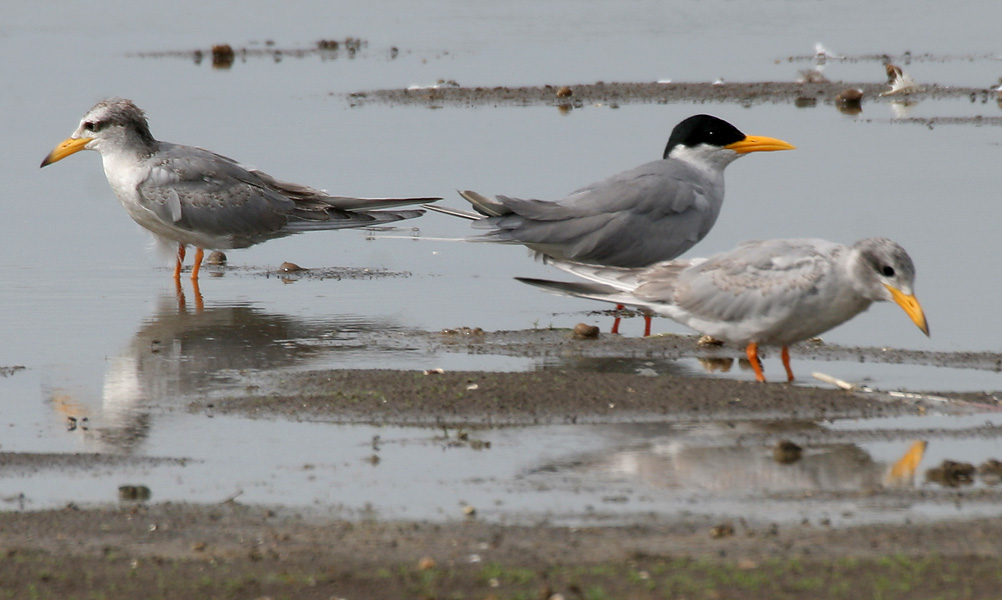
Två juvenila fåglar och en adult.
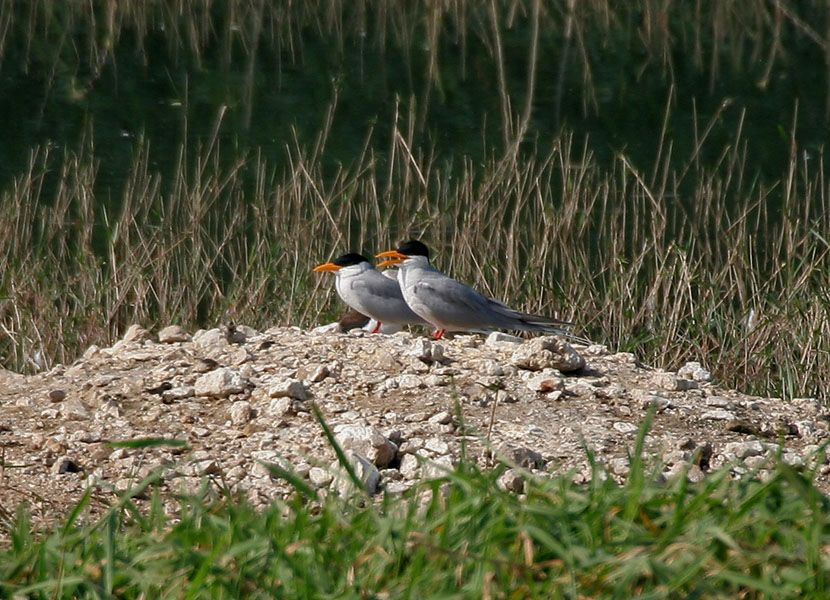
Par.
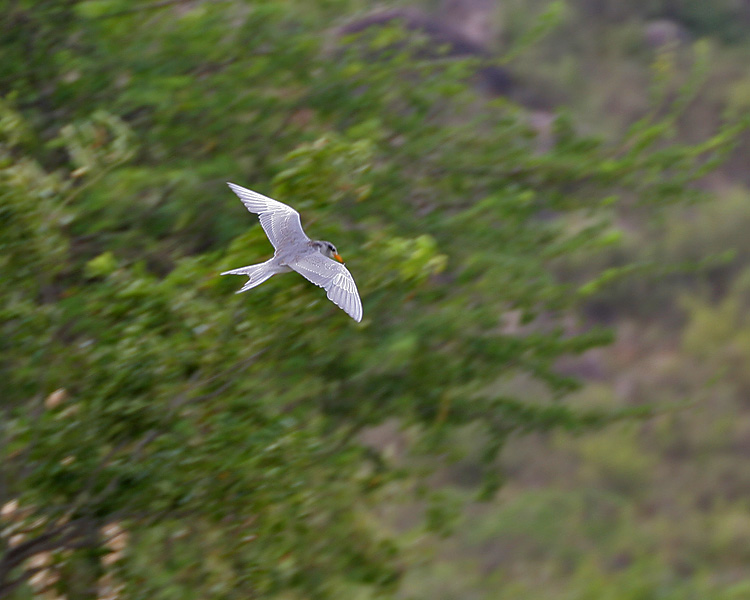
Adult i vinterdräkt.

## Läte
Bland lätena hörs betonade, nedåtböjda "kyEEer" samt korta och gnissliga "krree", enstaka eller i lösa serier. När den är uppspelt yttrar den ett upprepat rullande läte som i engelsk litteratur återges "keerrr-wick".

## Utbredning och systematik
Fågeln förekommer från östra Pakistan till södra Indien och Sri Lanka samt österut genom Nepal till sydvästra Kina (Yunnan) och Mekongdeltat. Den är mestadels stannfågel med endast korta nomadiska rörelser men några få fåglar övervintrar utmed södra Asiens kuster. Tillfälligt har den setts i Afghanistan och Iran. Arten behandlas som monotypisk, det vill säga att den inte delas in i några underarter.

## Ekologi
Flodtärnan bebor floder och färskvattensjöar där den uteslutande häckar på sandöar mellan februari och maj i små kolonier med vanligen färre än 20 par. Den häckar gärna tillsammans med andra tärnor, indisk saxnäbb och mindre vadarsvala. I en grund uppskrapad grop i sanden lägger den oftast tre, sällsynt fyra, ägg som den rapporteras ruva i 18–19 dagar men troligen längre. Arten lever huvudsakligen av fisk, små kräftdjur och insekter.

## Status och hot
Flodtärnan var tidigare en vanlig och vida spridd art, och fram till 2016 ansågs beståndet vara livskraftigt. Data visar dock att arten minskar relativt kraftigt i antal, en utveckling som tros fortgå på grund av dammbyggen och antagande om mer störningar från människan. Internationella naturvårdsunionen har därför höjt dess hotstatus, först till nära hotad 2016 och 2020 till sårbar. Världspopulationen uppskattas till mellan 50 000 och 100 000 individer.

## Namn
På svenska har den även kallats indisk flodtärna. Dess vetenskapliga artnamn aurantia betyder "orangefärgad".